# Neuvillette-en-Charnie
Neuvillette-en-Charnie és un municipi francès situat al departament del Sarthe i a la regió de País del Loira. L'any 2007 tenia 283 habitants.

## Demografia

### Població
El 2007 la població de fet de Neuvillette-en-Charnie era de 283 persones. Hi havia 117 famílies de les quals 35 eren unipersonals (27 homes vivint sols i 8 dones vivint soles), 43 parelles sense fills i 39 parelles amb fills.
La població ha evolucionat segons el següent gràfic:
Habitants censats

### Habitatges
El 2007 hi havia 165 habitatges, 117 eren l'habitatge principal de la família, 39 eren segones residències i 9 estaven desocupats. 164 eren cases i 1 era un apartament. Dels 117 habitatges principals, 100 estaven ocupats pels seus propietaris, 16 estaven llogats i ocupats pels llogaters i 2 estaven cedits a títol gratuït; 2 tenien una cambra, 7 en tenien dues, 27 en tenien tres, 37 en tenien quatre i 45 en tenien cinc o més. 83 habitatges disposaven pel capbaix d'una plaça de pàrquing. A 52 habitatges hi havia un automòbil i a 54 n'hi havia dos o més.

### Piràmide de població
La piràmide de població per edats i sexe el 2009 era:
| Homes | Edats   | Dones |
| ----- | ------- | ----- |
| 0     | 95 o +  | 0     |
| 0     | 90 a 94 | 0     |
| 0     | 85 a 89 | 0     |
| 0     | 80 a 84 | 0     |
| 12    | 75 a 79 | 4     |
| 8     | 70 a 74 | 8     |
| 8     | 65 a 69 | 4     |
| 16    | 60 a 64 | 16    |
| 8     | 55 a 59 | 8     |
| 4     | 50 a 54 | 4     |
| 4     | 45 a 49 | 12    |
| 4     | 40 a 44 | 4     |
| 4     | 35 a 39 | 4     |
| 8     | 30 a 34 | 0     |
| 8     | 25 a 29 | 4     |
| 4     | 20 a 24 | 4     |
| 0     | 15 a 19 | 0     |
| 8     | 10 a 14 | 4     |
| 4     | 5 a 9   | 4     |
| 0     | 0 a 4   | 4     |

## Economia
El 2007 la població en edat de treballar era de 159 persones, 123 eren actives i 36 eren inactives. De les 123 persones actives 115 estaven ocupades (64 homes i 51 dones) i 8 estaven aturades (3 homes i 5 dones). De les 36 persones inactives 19 estaven jubilades, 9 estaven estudiant i 8 estaven classificades com a «altres inactius».

### Ingressos
El 2009 a Neuvillette-en-Charnie hi havia 121 unitats fiscals que integraven 302 persones, la mediana anual d'ingressos fiscals per persona era de 15.941 €.

### Activitats econòmiques
Dels 3  establiments que hi havia el 2007, 2 eren d'empreses de comerç i reparació d'automòbils i 1 d'una empresa de serveis.
L'únic establiment comercial que hi havia el 2009 era una floristeria.
L'any 2000 a Neuvillette-en-Charnie hi havia 30 explotacions agrícoles que ocupaven un total de 876 hectàrees.

## Poblacions més properes
El següent diagrama mostra les poblacions més properes.